# Ҧ
Ҧ ҧ – litera rozszerzonej cyrylicy, wykorzystywana dawniej w alfabecie abchaskim do oznaczenia dźwięku [pʰ], tj. spółgłoski zwartej dwuwargowej bezdźwięcznej z przydechem.
Odpowiedniki litery w innych wersjach alfabetu abchaskiego:
- alfabet Piotra Uslara w wersji Zawadskiego (1887): П̓
- alfabet N. Marra (1926–1928): Φ
- łacinka (1928–1938): P
- alfabet gruziński (1938–1954): ფ

## Kodowanie
| Znak                   | Ҧ                                           | Ҧ                                           | ҧ                                         | ҧ                                         |
| ---------------------- | ------------------------------------------- | ------------------------------------------- | ----------------------------------------- | ----------------------------------------- |
| Nazwa w Unikodzie      | CYRILLIC CAPITAL LETTER PE WITH MIDDLE HOOK | CYRILLIC CAPITAL LETTER PE WITH MIDDLE HOOK | CYRILLIC SMALL LETTER PE WITH MIDDLE HOOK | CYRILLIC SMALL LETTER PE WITH MIDDLE HOOK |
| Kodowanie              | dziesiątkowo                                | szesnastkowo                                | dziesiątkowo                              | szesnastkowo                              |
| Unicode                | 1190                                        | U+04A6                                      | 1191                                      | U+04A7                                    |
| UTF-8                  | 210 166                                     | d2 a6                                       | 210 167                                   | d2 a7                                     |
| Odwołania znakowe SGML | &#1190;                                     | &#x04A6;                                    | &#1191;                                   | &#x04A7;                                  |